# Darknet

Die Anonymous- oder Guy-Fawkes-Maske ist eines der Symbole des Darknet.

Ein Darknet (englisch für „Dunkelnetz“ – Synonym für ein anonymes bzw. verborgenes Netz) beschreibt in der Informationstechnik ein Peer-to-Peer-Overlay-Netzwerk, dessen Teilnehmer ihre Verbindungen teilweise untereinander manuell herstellen und das gegenüber dem allgemeinen Internet durch spezielle Maßnahmen abgeschirmt ist. Dieses Konzept steht im Gegensatz zu konventionellen Peer-to-Peer-Netzwerken, bei denen zumeist die Verbindungen zu den Clients fremder Personen automatisch und willkürlich initiiert werden. 
Das Darknet bietet ein höheres Maß an Sicherheit, da einem Angreifer der Zugriff auf das Netzwerk nicht ohne weiteres möglich ist – oder er im Idealfall gar nichts von der Existenz des Netzwerks weiß. Zugleich ist es aber auch eine Möglichkeit, kriminelle Machenschaften zu verschleiern. Der Begriff Darknet beschreibt eine Vielzahl separater Netzwerke (Darknets), die untereinander nicht vernetzt sind.

## Begriffsgeschichte
In den 1970er Jahren wurden mit dem Begriff Darknet vom ARPANET isolierte Netzwerke bezeichnet und durch den Artikel The Darknet and the Future of Content Distribution aus dem Jahre 2002 weiter popularisiert. Vier Microsoft-Angestellte argumentieren darin, das Vorhandensein von Darknets sei das wesentliche Hindernis in der Entwicklung funktionierender Techniken zur digitalen Rechteverwaltung.

## Arbeitsweise
Die Daten werden häufig verschlüsselt übertragen und gespeichert. Ein Zugang wird meist nicht über das allgemeine Internet verschafft, sondern zum Beispiel durch persönliche Kontakte.
Falls das Netz dem Filesharing dient, bezeichnet Darknet eine Art von Friend-to-friend-Netzwerk (Freund-zu-Freund-Netzwerk, kurz F2F). Die meisten Filesharingprogramme sind jedoch keine Darknets, da die Knoten (Peers) mit jedem anderen Knoten (öffentliche, ungeprüfte peers) im Netzwerk kommunizieren können.
Ein Freund-zu-Freund-Netzwerk unterscheidet sich von einem Darknet dadurch, dass ein Freund-zu-Freund-Netzwerk die Weiterleitung von Dateien auch an die Freunde der Freunde unterstützt, die IP-Adressen der Freunde jedoch den Freunden nicht ersichtlich sind. Ein F2F-Netzwerk muss daher dezentral organisiert sein (man kennt die IP-Adressen der Freunde, aber deren Freunde nicht), ein Darknet kann auch zentral organisiert sein (das heißt, auch ein Hub mit allen Freunden könnte ein Darknet sein; hier kennen jedoch alle die IP-Adressen von allen).
Eine bekannte Darknet-Software ist WASTE von Nullsoft. Ein echtes F2F-Netzwerk kann über den Instant Messenger Turtle F2F errichtet werden, der auch Filesharing über den Client giFT erlaubt. Dabei kennt man als Teilnehmer – anders als WASTE im Broadcasting-Modus – die Freunde der Freunde nicht. In Turtle wird somit ein Schildkröten-Netzwerk gegründet, in dem sich nur Verbindungen etablieren lassen, die von geprüften Freunden kommen. Turtle scheint jedoch nicht weiter entwickelt zu werden, ähnliche Ansätze werden aber auch von RetroShare, HybridShare, OnShare, ExoSee, GigaTribe oder Gazzera verfolgt.
Freenet, ein Netz zum anonymen und zensurfreien Informationsaustausch, arbeitet ab Version 0.7 darauf hin, ein globales Darknet zu bilden, das Millionen Teilnehmer haben kann. Solch ein untypisches Darknet soll durch eine Anwendung des Kleine-Welt-Phänomens möglich sein.

## Nutzung
Die Anwendung reicht von normalem Datenaustausch zwischen Privatpersonen über kleine Tauschbörsen-Netzwerke bis hin zur Vernetzung von Regimekritikern. Um dem Vorwurf der Nutzung beispielsweise zur Urheberrechtsverletzung durch Musiktausch zu begegnen, wird von Darknet-Betreibern betont, dass die Meinungsfreiheit, besonders in Zensurländern wie China, durch solche Netzwerke gestärkt werden kann.
Wegen Drogen-, Waffen-, Menschenhandels und anderer Verbrechen werden kriminalistische Ermittlungen seit etwa 2016 verstärkt durchgeführt.

## Unterschied zum Deep Web

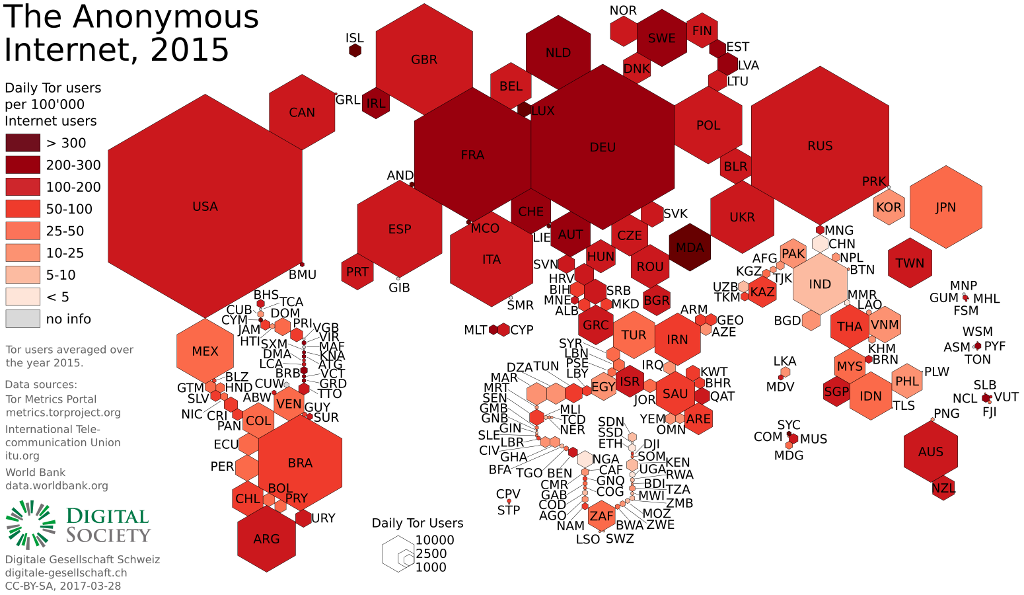
Ein Kartogramm, welches die durchschnittliche Benutzung des Darknets in den Jahren 2012/2013 anzeigt. Quelle: University of Oxford

Das Darknet bezeichnet ein abgeschlossenes Netzwerk und beinhaltet abgeschlossene Webseiten, die nicht in normalen Suchmaschinen indiziert sind und über den Tor Browser oder andere Browser, die Tor als lokalen Proxy nutzen, zu finden sind.
Das Deep Web hingegen bezeichnet nur einen abgeschlossenen Teil des World Wide Webs, der mit allen Browsern erreichbar ist, aber nur manchen Benutzern zugänglich. Ein Beispiel hierfür sind Banknetzwerke.

## Rezeption
Aufgrund der Eigenschaften des Darknets bestehen Möglichkeiten für Journalisten, Oppositionelle und Kriminelle, weitgehend geschützt und unbemerkt von Diktatoren und Strafverfolgern ihre Kommunikation abzuwickeln.
Constanze Kurz, Sprecherin des Chaos Computer Clubs (CCC), kritisierte auf netzpolitik.org eine einseitige Sicht der Massenmedien auf das Darknet; so würden „verschlüsselte Netzwerke genauso von Journalisten, von Menschenrechtsorganisationen, von Whistleblowern oder von Menschen, die sich aus anderen Gründen schützen müssen, verwendet.“ Der Sprecher des CCC Linus Neumann sagte: „Das Darknet ist das Internet, wie man es sich eigentlich wünschen würde. Ein Netz ohne Zensur und Überwachung, mit all seinen Vor- und Nachteilen“. Die in Deutschland geführte Debatte um Darknet-Kriminalität zeige auch, dass man in einer relativ freien Gesellschaft lebe. „In einem Land wie China landest du schneller im Darknet, weil du deine Kommunikation stärker schützen musst.“ Der Geschäftsführer der Menschenrechtsorganisation Reporter ohne Grenzen (ROG), Christian Mihr, verweist auf die Kommunikation per Darknet in Ländern wie Syrien oder Iran. Jedoch sei das Darknet gerade auch für Deutschland relevant, da „auch hier […] das Internet immer mehr überwacht“ werde. Mit zunehmender Überwachung steige „die Zahl derer, die die Anonymität von Darknets schätzen lernen.“ Man habe ein Recht auf „anonyme Kommunikation“, und eine Gleichsetzung von Kriminalität und Darknet sei „brandgefährlich“.
Eine im Februar 2016 veröffentlichte Studie des britischen Thinktanks International Institute for Strategic Studies stufte mehr als ein Drittel der Angebote als legal ein. Darunter waren auch Onion Services wie jene von Facebook oder Mailbox.org. Von den 5205 untersuchten aktiven Seiten wurden 57 Prozent inhaltlich als „illegal“ eingestuft.
Besondere Bedeutung hat das Darknet auch für Whistleblower, diesbezüglich haben auch schon bedeutende Zeitungen wie die New York Times Seiten im Darknet eingerichtet, um dort anonymisiert vertrauliche Information erhalten zu können.